# 2024-es Formula–E Berlin nagydíj

A 2024-es Formula–E Berlin nagydíj egy két fordulóból álló versenyhétvége volt, amelyet május 11-én és 12-én rendeztek meg a Tempelhof Airport Street Circuit versenypályán. Ez a 2023-2024-es szezon kilencedik és tizedik futama volt. Az első versenyt Nick Cassidy, míg a másodikat António Félix da Costa nyerte meg.

## Pilótaváltozások
Spa-i 6 órás WEC verseny miatti változás:
- Envision Racing
  -  Robin Frijns →  Joel Eriksson
  -  Sébastien Buemi →  Paul Aron
- Mahindra Racing
  -  Nyck de Vries →  Jordan King
- ABT Cupra Formula E Team
  -  Nico Müller →  Kelvin van der Linde

Kézsérülés miatti változás:
- Neom McLaren Formula E Team
  -  Sam Bird →  Taylor Barnard[4]

## 1. verseny

### 1. szabadedzés[5]
| Poz. | #  | Versenyző              | Csapat                           | Idő      | különbség |
| ---- | -- | ---------------------- | -------------------------------- | -------- | --------- |
| 1.   | 13 | António Félix da Costa | TAG Heuer Porsche Formula E Team | 1:02:289 | N/A       |
| 2.   | 3  | Sérgio Sette Câmara    | ERT Formula E Team               | 1:02:417 | + 00:128  |
| 3.   | 2  | Stoffel Vandoorne      | DS Penske                        | 1:02:477 | + 00:188  |
| 4.   | 7  | Maximilian Günther     | Maserati MSG Racing              | 1:02:511 | + 00:222  |
| 5.   | 18 | Jehan Daruvala         | Maserati MSG Racing              | 1:02:529 | + 00:240  |
| 6.   | 37 | Nick Cassidy           | Jaguar TCS Racing                | 1:02:538 | + 00:249  |
| 7.   | 25 | Jean-Éric Vergne       | DS Penske                        | 1:02:582 | + 00:293  |
| 8.   | 9  | Mitch Evans            | Jaguar TCS Racing                | 1:02:691 | + 00:402  |
| 9.   | 33 | Dan Ticktum            | ERT Formula E Team               | 1:02:691 | + 00:402  |
| 10.  | 4  | Joel Eriksson          | Envision Racing                  | 1:02:736 | + 00:447  |
| 11.  | 22 | Oliver Rowland         | Nissan Formula E Team            | 1:02:741 | + 00:452  |
| 12.  | 1  | Jake Dennis            | Andretti Formula E               | 1:02:804 | + 00:515  |
| 13.  | 16 | Paul Aron              | Envision Racing                  | 1:02:816 | + 00:527  |
| 14.  | 48 | Edoardo Mortara        | Mahindra Racing                  | 1:02:952 | + 00:663  |
| 15.  | 5  | Jake Hughes            | NEOM McLaren Formula E Team      | 1:03:018 | + 00:729  |
| 16.  | 8  | Taylor Barnard         | NEOM McLaren Formula E Team      | 1:03:070 | + 00:781  |
| 17.  | 17 | Norman Nato            | Andretti Formula E               | 1:03:080 | + 00:791  |
| 18.  | 51 | Kelvin van der Linde   | ABT CUPRA Formula E Team         | 1:03:257 | + 00:968  |
| 19.  | 21 | Jordan King            | Mahindra Racing                  | 1:03:266 | + 00:977  |
| 20.  | 23 | Sacha Fenestraz        | Nissan Formula E Team            | 1:03:410 | + 01:121  |
| 21.  | 11 | Lucas di Grassi        | ABT CUPRA Formula E Team         | 1:03:456 | + 01:167  |
| 22.  | 94 | Pascal Wehrlein        | TAG Heuer Porsche Formula E Team | N/A      | N/A       |

### 2.szabadedzés[6]
| Poz. | #  | Versenyző              | Csapat                           | Idő      | különbség |
| ---- | -- | ---------------------- | -------------------------------- | -------- | --------- |
| 1.   | 7  | Maximilian Günther     | Maserati MSG Racing              | 1:02:177 | N/A       |
| 2.   | 11 | Lucas di Grassi        | ABT CUPRA Formula E Team         | 1:02:189 | + 00:012  |
| 3.   | 94 | Pascal Wehrlein        | TAG Heuer Porsche Formula E Team | 1:02:252 | + 00:075  |
| 4.   | 48 | Edoardo Mortara        | Mahindra Racing                  | 1:02:272 | + 00:095  |
| 5.   | 25 | Jean-Éric Vergne       | DS Penske                        | 1:02:280 | + 00:103  |
| 6.   | 37 | Nick Cassidy           | Jaguar TCS Racing                | 1:02:299 | + 00:122  |
| 7.   | 22 | Oliver Rowland         | Nissan Formula E Team            | 1:02:300 | + 00:123  |
| 8.   | 17 | Norman Nato            | Andretti Formula E               | 1:02:310 | + 00:133  |
| 9.   | 2  | Stoffel Vandoorne      | DS Penske                        | 1:02:430 | + 00:253  |
| 10.  | 18 | Jehan Daruvala         | Maserati MSG Racing              | 1:02:464 | + 00:287  |
| 11.  | 9  | Mitch Evans            | Jaguar TCS Racing                | 1:02:487 | + 00:310  |
| 12.  | 13 | António Félix da Costa | TAG Heuer Porsche Formula E Team | 1:02:529 | + 00:352  |
| 13.  | 3  | Sérgio Sette Câmara    | ERT Formula E Team               | 1:02:580 | + 00:403  |
| 14.  | 51 | Kelvin van der Linde   | ABT CUPRA Formula E Team         | 1:02:603 | + 00:426  |
| 15.  | 21 | Jordan King            | Mahindra Racing                  | 1:02:635 | + 00:458  |
| 16.  | 1  | Jake Dennis            | Andretti Formula E               | 1:02:662 | + 00:485  |
| 17.  | 23 | Sacha Fenestraz        | Nissan                           | 1:02:801 | + 00:624  |
| 18.  | 5  | Jake Hughes            | NEOM McLaren Formula E Team      | 1:02:888 | + 00:711  |
| 19.  | 8  | Taylor Barnard         | NEOM McLaren Formula E Team      | 1:03:012 | + 00:835  |
| 20.  | 16 | Paul Aron              | Envision Racing                  | 1:03:032 | + 00:855  |
| 21.  | 33 | Dan Ticktum            | ERT Formula E Team               | 1:03:157 | + 00:980  |
| 22.  | 4  | Joel Eriksson          | Envision Racing                  | 1:03:183 | + 01:006  |

### Időmérő
Formula E-s időmérős formátum: A csoportból az első 4 jut tovább a párbajba. A csoportba a világbajnoki tabella alapján kerülnek be a versenyzők, a páratlanok az A, míg a páros helyezettek a B csoportba kerülnek. A csoportkörben a versenyzők maximum 300kW energiát használhatnak fel, míg a párbajok során ez a szám 350kW-ra emelkedik. Aki megszerzi az első rajtkockát, 3 világbajnoki pontot szerez.

#### Csoportkör[8]

##### A csoport
| Poz. | #  | Versenyző              | Csapat                           | Idő      | különbség |
| ---- | -- | ---------------------- | -------------------------------- | -------- | --------- |
| 1.   | 48 | Edoardo Mortara        | Mahindra Racing                  | 1:02:619 | N/A       |
| 2.   | 94 | Pascal Wehrlein        | TAG Heuer Porsche Formula E Team | 1:02:771 | + 00:152  |
| 3.   | 25 | Jean-Éric Vergne       | DS Penske                        | 1:02:776 | + 00:157  |
| 4.   | 18 | Jehan Daruvala         | Maserati MSG Racing              | 1:02:801 | + 00:182  |
|      |    |                        |                                  |          |           |
| 5.   | 13 | António Félix da Costa | TAG Heuer Porsche Formula E Team | 1:02:885 | + 00:266  |
| 6.   | 9  | Mitch Evans            | Jaguar TCS Racing                | 1:02:893 | + 00:274  |
| 7.   | 33 | Dan Ticktum            | ERT Formula E Team               | 1:02:943 | + 00:324  |
| 8.   | 21 | Jordan King            | Mahindra Racing                  | 1:02:954 | + 00:335  |
| 9.   | 23 | Sacha Fenestraz        | Nissan Formula E Team            | 1:03:093 | + 00:474  |
| 10.  | 4  | Joel Eriksson          | Envision Racing                  | 1:03:094 | + 00:475  |
| 11.  | 1  | Jake Dennis            | Andretti Formula E               | 1:03:110 | + 00:491  |

##### B csoport
| Poz. | #  | Versenyző            | Csapat                      | Idő      | különbség |
| ---- | -- | -------------------- | --------------------------- | -------- | --------- |
| 1.   | 11 | Lucas di Grassi      | ABT CUPRA Formula E Team    | 1:02:615 | N/A       |
| 2.   | 7  | Maximilian Günther   | Maserati MSG Racing         | 1:02:713 | + 00:098  |
| 3.   | 2  | Stoffel Vandoorne    | DS Penske                   | 1:02:717 | + 00:102  |
| 4.   | 3  | Sérgio Sette Câmara  | ERT Formula E Team          | 1:02:761 | + 00:146  |
|      |    |                      |                             |          |           |
| 5.   | 37 | Nick Cassidy         | Jaguar TCS Racing           | 1:02:840 | + 00:225  |
| 6.   | 51 | Kelvin van der Linde | ABT CUPRA Formula E Team    | 1:02:870 | + 00:255  |
| 7.   | 8  | Taylor Barnard       | NEOM McLaren Formula E Team | 1:02:926 | + 00:311  |
| 8.   | 22 | Oliver Rowland       | Nissan Formula E Team       | 1:02:948 | + 00:333  |
| 9.   | 5  | Jake Hughes          | NEOM McLaren Formula E Team | 1:03:037 | + 00:422  |
| 10.  | 16 | Paul Aron            | Envision Racing             | 1:03:092 | + 00:477  |
| 11.  | 17 | Norman Nato          | Andretti Formula E          | 1:03:159 | + 00:544  |

#### Párbaj[9]
|  | Negyeddöntő | Negyeddöntő         | Negyeddöntő         |                   |  | Középdöntő | Középdöntő | Középdöntő |  |  | Döntő | Döntő | Döntő |  |
|  |             |                     |                     |                   |  |            |            |            |  |  |       |       |       |  |
|  | A2          | Pascal Wehrlein     | Pascal Wehrlein     |                   |  |            |            |            |  |  |       |       |       |  |
|  | A2          | Pascal Wehrlein     | Pascal Wehrlein     |                   |  |            |            |            |  |  |       |       |       |  |
|  | A3          | Jean-Éric Vergne    | Jean-Éric Vergne    |                   |  |            |            |            |  |  |       |       |       |  |
|  | A3          | Jean-Éric Vergne    | Jean-Éric Vergne    | Jean-Éric Vergne  |  |            |            |            |  |  |       |       |       |  |
|  |             |                     |                     |                   |  |            |            |            |  |  |       |       |       |  |
|  |             |                     | Edoardo Mortara     |                   |  |            |            |            |  |  |       |       |       |  |
|  | A1          | Edoardo Mortara     | Edoardo Mortara     |                   |  |            |            |            |  |  |       |       |       |  |
|  | A1          | Edoardo Mortara     | Edoardo Mortara     |                   |  |            |            |            |  |  |       |       |       |  |
|  | A4          | Jehan Daruvala      | Jehan Daruvala      |                   |  |            |            |            |  |  |       |       |       |  |
|  | A4          | Jehan Daruvala      | Jehan Daruvala      | Edoardo Mortara   |  |            |            |            |  |  |       |       |       |  |
|  |             |                     |                     |                   |  |            |            |            |  |  |       |       |       |  |
|  |             |                     | Stoffel Vandoorne   |                   |  |            |            |            |  |  |       |       |       |  |
|  | B2          | Maximilian Günther  | Maximilian Günther  |                   |  |            |            |            |  |  |       |       |       |  |
|  | B2          | Maximilian Günther  | Maximilian Günther  |                   |  |            |            |            |  |  |       |       |       |  |
|  | B3          | Stoffel Vandoorne   | Stoffel Vandoorne   |                   |  |            |            |            |  |  |       |       |       |  |
|  | B3          | Stoffel Vandoorne   | Stoffel Vandoorne   | Stoffel Vandoorne |  |            |            |            |  |  |       |       |       |  |
|  |             |                     |                     |                   |  |            |            |            |  |  |       |       |       |  |
|  |             |                     | Sérgio Sette Câmara |                   |  |            |            |            |  |  |       |       |       |  |
|  | B1          | Lucas di Grassi     | Lucas di Grassi     |                   |  |            |            |            |  |  |       |       |       |  |
|  | B1          | Lucas di Grassi     | Lucas di Grassi     |                   |  |            |            |            |  |  |       |       |       |  |
|  | B4          | Sérgio Sette Câmara | Sérgio Sette Câmara |                   |  |            |            |            |  |  |       |       |       |  |

#### Időmérő eredményének összefoglalója[10]
| Poz. | #  | Versenyző              | Csapat          | A        | B        | ND       | KD       | D        | Rajtrács |
| ---- | -- | ---------------------- | --------------- | -------- | -------- | -------- | -------- | -------- | -------- |
| 1.   | 48 | Edoardo Mortara        | Mahindra Racing | 1:02:619 | N/A      | 1:02:078 | 1:01:850 | 1:01:741 | 1.       |
| 2.   | 2  | Stoffel Vandoorne      | DS Penske       | N/A      | 1:02:717 | 1:01:910 | 1:01:844 | 1:02:008 | 2.       |
| 3.   | 25 | Jean-Éric Vergne       | DS Penske       | 1:02:776 | N/A      | 1:02:212 | 1:01:959 | N/A      | 3.       |
| 4.   | 3  | Sérgio Sette Câmara    | ABT CUPRA       | N/A      | 1:02:761 | 1:02:159 | 1:02:031 | N/A      | 4.       |
| 5.   | 7  | Maximilian Günther     | Maserati        | N/A      | 1:02:713 | 1:02:156 | N/A      | N/A      | 5.       |
| 6.   | 94 | Pascal Wehrlein        | Porsche         | 1:02:771 | N/A      | 1:02:294 | N/A      | N/A      | 6.       |
| 7.   | 18 | Jehan Daruvala         | Maserati        | 1:02:801 | N/A      | 1:02:332 | N/A      | N/A      | 22.      |
| 8.   | 11 | Lucas di Grassi        | ABT CUPRA       | N/A      | 1:02:615 | 1:02:388 | N/A      | N/A      | 7.       |
| 9.   | 13 | António Félix da Costa | Porsche         | 1:02:885 | N/A      | N/A      | N/A      | N/A      | 8.       |
| 10.  | 37 | Nick Cassidy           | Jaguar          | N/A      | 1:02:840 | N/A      | N/A      | N/A      | 9.       |
| 11.  | 9  | Mitch Evans            | Jaguar          | 1:02:893 | N/A      | N/A      | N/A      | N/A      | 10.      |
| 12.  | 51 | Kelvin van der Linde   | ABT CUPRA       | N/A      | 1:02:870 | N/A      | N/A      | N/A      | 11.      |
| 13.  | 33 | Dan Ticktum            | ERT             | 1:02:943 | N/A      | N/A      | N/A      | N/A      | 12.      |
| 14.  | 8  | Taylor Barnard         | McLaren         | N/A      | 1:02:926 | N/A      | N/A      | N/A      | 13.      |
| 15.  | 21 | Jordan King            | Mahindra        | 1:02:954 | N/A      | N/A      | N/A      | N/A      | 14.      |
| 16.  | 22 | Oliver Rowland         | Nissan          | N/A      | 1:02:948 | N/A      | N/A      | N/A      | 15.      |
| 17.  | 23 | Sacha Fenestraz        | Nissan          | 1:03:093 | N/A      | N/A      | N/A      | N/A      | 16.      |
| 18.  | 5  | Jake Hughes            | McLaren         | N/A      | 1:03:037 | N/A      | N/A      | N/A      | 17.      |
| 19.  | 4  | Joel Eriksson          | Envision        | 1:03:094 | N/A      | N/A      | N/A      | N/A      | 18.      |
| 20.  | 16 | Paul Aron              | Envision        | N/A      | 1:03:092 | N/A      | N/A      | N/A      | 19.      |
| 21.  | 1  | Jake Dennis            | Andretti        | 1:03:110 | N/A      | N/A      | N/A      | N/A      | 20.      |
| 22.  | 17 | Norman Nato            | Andretti        | N/A      | 1:03:159 | N/A      | N/A      | N/A      | 21.      |

### Futam[11][12]
| Pozíció | #  | Versenyző              | Csapat                           | Idő/kiesés oka | Rajthely | Pontok |
| ------- | -- | ---------------------- | -------------------------------- | -------------- | -------- | ------ |
| 1.      | 37 | Nick Cassidy           | Jaguar TCS Racing                | 1:54:939       | 9        | 25+1   |
| 2.      | 25 | Jean-Éric Vergne       | DS Penske                        | + 0:04:651     | 3        | 18     |
| 3.      | 22 | Oliver Rowland         | Nissan Formula E Team            | + 0:04:915     | 15       | 15     |
| 4.      | 9  | Mitch Evans            | Jaguar TCS Racing                | + 0:05:340     | 10       | 12     |
| 5.      | 94 | Pascal Wehrlein        | TAG Heuer Porsche Formula E Team | + 0:05:631     | 6        | 10     |
| 6.      | 13 | António Félix da Costa | TAG Heuer Porsche Formula E Team | + 0:05:760     | 8        | 8      |
| 7.      | 2  | Stoffel Vandoorne      | DS Penske                        | + 0:06:363     | 2        | 6      |
| 8.      | 48 | Edoardo Mortara        | Mahindra Racing                  | + 0:07:221     | 1        | 4+3    |
| 9.      | 23 | Sacha Fenestraz        | Nissan Formula E Team            | + 0:09:592     | 16       | 2      |
| 10.     | 8  | Taylor Barnard         | NEOM McLaren Formula E Team      | + 0:09:644     | 13       | 1      |
| 11.     | 51 | Kelvin van der Linde   | ABT CUPRA Formula E Team         | + 0:10:133     | 11       | N/A    |
| 12.     | 21 | Jordan King            | Mahindra Racing                  | + 0:10:427     | 14       | N/A    |
| 13.     | 16 | Paul Aron              | Envision Racing                  | + 0:16:598     | 19       | N/A    |
| 14.     | 33 | Dan Ticktum            | ERT Formula E Team               | + 0:23:270     | 12       | N/A    |
| 15.     | 5  | Jake Hughes            | NEOM McLaren Formula E Team      | + 0:55:538     | 17       | N/A    |
| 16.     | 3  | Sérgio Sette Câmara    | ERT Formula E Team               | + 1 kör        | 4        | N/A    |
| 17.     | 18 | Jehan Daruvala         | Maserati MSG Racing              | + 1 kör        | 22       | N/A    |
| 18.     | 17 | Norman Nato            | Andretti Formula E               | + 1 kör        | 21       | N/A    |
| Ki      | 11 | Lucas di Grassi        | ABT CUPRA Formula E Team         | Baleset        | 7        | N/A    |
| Ki      | 1  | Jake Dennis            | Andretti Formula E               | Defekt         | 20       | N/A    |
| Ki      | 7  | Maximilian Günther     | Maserati MSG Racing              | Baleset        | 5        | N/A    |
| Ki      | 4  | Joel Eriksson          | Envision Racing                  | Felfüggesztés  | 18       | N/A    |

## 2. verseny

### 3. szabadedzés[13]
| Poz. | #  | Versenyző              | Csapat                           | Idő      | különbség |
| ---- | -- | ---------------------- | -------------------------------- | -------- | --------- |
| 1.   | 94 | Pascal Wehrlein        | TAG Heuer Porsche Formula E Team | 1:01:922 | N/A       |
| 2.   | 37 | Nick Cassidy           | Jaguar TCS Racing                | 1:01:965 | + 00:043  |
| 3.   | 2  | Stoffel Vandoorne      | DS Penske                        | 1:02:055 | + 00:133  |
| 4.   | 18 | Jehan Daruvala         | Maserati MSG Racing              | 1:02:068 | + 00:146  |
| 5.   | 7  | Maximilian Günther     | Maserati MSG Racing              | 1:02:071 | + 00:149  |
| 6.   | 9  | Mitch Evans            | Jaguar TCS Racing                | 1:02:081 | + 00:159  |
| 7.   | 1  | Jake Dennis            | Andretti Formula E               | 1:02:119 | + 00:197  |
| 8.   | 25 | Jean-Éric Vergne       | DS Penske                        | 1:02:238 | + 00:316  |
| 9.   | 13 | António Félix da Costa | TAG Heuer Porsche Formula E Team | 1:02:257 | + 00:335  |
| 10.  | 33 | Dan Ticktum            | ERT Formula E Team               | 1:02:274 | + 00:352  |
| 11.  | 16 | Paul Aron              | Envision Racing                  | 1:02:290 | + 00:368  |
| 12.  | 48 | Edoardo Mortara        | Mahindra Racing                  | 1:02:328 | + 00:406  |
| 13.  | 11 | Lucas di Grassi        | ABT CUPRA Formula E Team         | 1:02:332 | + 00:410  |
| 14.  | 21 | Jordan King            | Mahindra Racing                  | 1:02:457 | + 00:535  |
| 15.  | 51 | Kelvin van der Linde   | ABT CUPRA Formula E Team         | 1:02:552 | + 00:630  |
| 16.  | 23 | Sacha Fenestraz        | Nissan Formula E Team            | 1:02:589 | + 00:667  |
| 17.  | 11 | Oliver Rowland         | Nissan Formula E Team            | 1:02:606 | + 00:684  |
| 18.  | 8  | Taylor Barnard         | NEOM McLaren Formula E Team      | 1:02:639 | + 00:717  |
| 19.  | 16 | Joel Eriksson          | Envision Racing                  | 1:02:675 | + 00:753  |
| 20.  | 5  | Jake Hughes            | NEOM McLaren Formula E Team      | 1:02:716 | + 00:794  |
| 21.  | 17 | Norman Nato            | Andretti Formula E               | 1:02:770 | + 00:848  |
| 22.  | 3  | Sérgio Sette Câmara    | ERT Formula E Team               | 1:02:890 | + 00:968  |

### Időmérő

#### Csoportkör[14]

##### A csoport
| Poz. | #  | Versenyző              | Csapat                           | Idő      | különbség |
| ---- | -- | ---------------------- | -------------------------------- | -------- | --------- |
| 1.   | 37 | Nick Cassidy           | Jaguar TCS Racing                | 1:02:544 | N/A       |
| 2.   | 7  | Maximilian Günther     | Maserati MSG Racing              | 1:02:639 | + 00:095  |
| 3.   | 9  | Mitch Evans            | Jaguar TCS Racing                | 1:02:655 | + 00:111  |
| 4.   | 48 | Edoardo Mortara        | Mahindra Racing                  | 1:02:655 | + 00:111  |
|      |    |                        |                                  |          |           |
| 5.   | 13 | António Félix da Costa | TAG Heuer Porsche Formula E Team | 1:02:717 | + 00:173  |
| 6.   | 11 | Lucas di Grassi        | ABT CUPRA Formula E Team         | 1:02:729 | + 00:185  |
| 7.   | 5  | Jake Hughes            | NEOM McLaren Formula E Team      | 1:02:754 | + 00:210  |
| 8.   | 22 | Oliver Rowland         | Nissan Formula E Team            | 1:02:757 | + 00:213  |
| 9.   | 33 | Dan Ticktum            | ERT Formula E Team               | 1:02:789 | + 00:245  |
| 10.  | 16 | Paul Aron              | Envision Racing                  | 1:02:918 | + 00:374  |
| 11.  | 51 | Kelvin van der Linde   | ABT CUPRA Formula E Team         | 1:02:969 | + 00:425  |

##### B csoport
| Poz. | #  | Versenyző           | Csapat                           | Idő      | különbség |
| ---- | -- | ------------------- | -------------------------------- | -------- | --------- |
| 1.   | 1  | Jake Dennis         | Andretti Formula E               | 1:02:518 | N/A       |
| 2.   | 17 | Norman Nato         | Andretti Formula E               | 1:02:558 | + 00:040  |
| 3.   | 2  | Stoffel Vandoorne   | DS Penske                        | 1:02:577 | + 00:059  |
| 4.   | 94 | Pascal Wehrlein     | TAG Heuer Porsche Formula E Team | 1:02:601 | + 00:083  |
|      |    |                     |                                  |          |           |
| 5.   | 25 | Jean-Éric Vergne    | DS Penske                        | 1:02:610 | + 00:092  |
| 6.   | 4  | Joel Eriksson       | Envision Racing                  | 1:02:670 | + 00:152  |
| 7.   | 18 | Jehan Daruvala      | Maserati MSG Racing              | 1:02:693 | + 00:175  |
| 8.   | 3  | Sérgio Sette Câmara | ERT Formula E Team               | 1:02:761 | + 00:243  |
| 9.   | 23 | Sacha Fenestraz     | Nissan Formula E Team            | 1:02:827 | + 00:309  |
| 10.  | 8  | Taylor Barnard      | NEOM McLaren Formula E Team      | 1:02:916 | + 00:398  |
| 11.  | 21 | Jordan King         | Mahindra Racing                  | 1:03:034 | + 00:516  |

#### Párbaj[15]
|  | Negyeddöntő | Negyeddöntő        | Negyeddöntő        |              |  | Középdöntő | Középdöntő | Középdöntő |  |  | Döntő | Döntő | Döntő |  |
|  |             |                    |                    |              |  |            |            |            |  |  |       |       |       |  |
|  | A2          | Maximilian Günther | Maximilian Günther |              |  |            |            |            |  |  |       |       |       |  |
|  | A2          | Maximilian Günther | Maximilian Günther |              |  |            |            |            |  |  |       |       |       |  |
|  | A3          | Mitch Evans        | Mitch Evans        |              |  |            |            |            |  |  |       |       |       |  |
|  | A3          | Mitch Evans        | Mitch Evans        | Mitch Evans  |  |            |            |            |  |  |       |       |       |  |
|  |             |                    |                    |              |  |            |            |            |  |  |       |       |       |  |
|  |             |                    | Nick Cassidy       |              |  |            |            |            |  |  |       |       |       |  |
|  | A1          | Nick Cassidy       | Nick Cassidy       |              |  |            |            |            |  |  |       |       |       |  |
|  | A1          | Nick Cassidy       | Nick Cassidy       |              |  |            |            |            |  |  |       |       |       |  |
|  | A4          | Edoardo Mortara    | Edoardo Mortara    |              |  |            |            |            |  |  |       |       |       |  |
|  | A4          | Edoardo Mortara    | Edoardo Mortara    | Nick Cassidy |  |            |            |            |  |  |       |       |       |  |
|  |             |                    |                    |              |  |            |            |            |  |  |       |       |       |  |
|  |             |                    | Jake Dennis        |              |  |            |            |            |  |  |       |       |       |  |
|  | B2          | Norman Nato        | Norman Nato        |              |  |            |            |            |  |  |       |       |       |  |
|  | B2          | Norman Nato        | Norman Nato        |              |  |            |            |            |  |  |       |       |       |  |
|  | B3          | Stoffel Vandoorne  | Stoffel Vandoorne  |              |  |            |            |            |  |  |       |       |       |  |
|  | B3          | Stoffel Vandoorne  | Stoffel Vandoorne  | Norman Nato  |  |            |            |            |  |  |       |       |       |  |
|  |             |                    |                    |              |  |            |            |            |  |  |       |       |       |  |
|  |             |                    | Jake Dennis        |              |  |            |            |            |  |  |       |       |       |  |
|  | B1          | Jake Dennis        | Jake Dennis        |              |  |            |            |            |  |  |       |       |       |  |
|  | B1          | Jake Dennis        | Jake Dennis        |              |  |            |            |            |  |  |       |       |       |  |
|  | B4          | Pascal Wehrlein    | Pascal Wehrlein    |              |  |            |            |            |  |  |       |       |       |  |

#### Időmérő eredményének összefoglalása[16]
| Poz. | #  | Versenyző              | Csapat    | A        | B        | ND       | KD       | D        | Rajtrács |
| ---- | -- | ---------------------- | --------- | -------- | -------- | -------- | -------- | -------- | -------- |
| 1.   | 1  | Jake Dennis            | Andretti  | N/A      | 1:02:518 | 1:02:049 | 1:02:088 | 1:01:819 | 1.       |
| 2.   | 37 | Nick Cassidy           | Jaguar    | 1:02:544 | N/A      | 1:01:994 | 1:02:067 | 1:02:050 | 2.       |
| 3.   | 17 | Norman Nato            | Andretti  | N/A      | 1:02:558 | 1:02:026 | 1:02:110 | N/A      | 3.       |
| 4.   | 9  | Mitch Evans            | Jaguar    | N/A      | 1:02:655 | 1:02:056 | 1:02:218 | N/A      | 4.       |
| 5.   | 7  | Maximilian Günther     | Maserati  | 1:02:639 | N/A      | 1:02:165 | N/A      | N/A      | 5.       |
| 6.   | 94 | Pascal Wehrlein        | Porsche   | N/A      | 1:02:601 | 1:02:217 | N/A      | N/A      | 6.       |
| 7.   | 48 | Edoardo Mortara        | Mahindra  | 1:02:655 | N/A      | 1:02:248 | N/A      | N/A      | 7.       |
| 8.   | 2  | Stoffel Vandoorne      | DS Penske | N/A      | 1:02:577 | N/A      | N/A      | N/A      | 8.       |
| 9.   | 25 | Jean-Éric Vergne       | DS Penske | N/A      | 1:02:610 | N/A      | N/A      | N/A      | 9.       |
| 10.  | 13 | António Félix da Costa | Porsche   | 1:02:717 | N/A      | N/A      | N/A      | N/A      | 10.      |
| 11.  | 4  | Joel Eriksson          | Envision  | N/A      | 1:02:670 | N/A      | N/A      | N/A      | 11.      |
| 12.  | 11 | Lucas di Grassi        | ABT CUPRA | 1:02:729 | N/A      | N/A      | N/A      | N/A      | 12.      |
| 13.  | 18 | Jehan Daruvala         | Maserati  | N/A      | 1:02:693 | N/A      | N/A      | N/A      | 13.      |
| 14.  | 5  | Jake Hughes            | McLaren   | 1:02:754 | N/A      | N/A      | N/A      | N/A      | 14.      |
| 15.  | 3  | Sérgio Sette Câmara    | ERT       | N/A      | 1:02:761 | N/A      | N/A      | N/A      | 15.      |
| 16.  | 22 | Oliver Rowland         | Nissan    | 1:02:757 | N/A      | N/A      | N/A      | N/A      | 16.      |
| 17.  | 22 | Sacha Fenestrez        | Nissan    | N/A      | 1:02:827 | N/A      | N/A      | N/A      | 17.      |
| 18.  | 33 | Dan Ticktum            | ERT       | 1:02:789 | N/A      | N/A      | N/A      | N/A      | 22.      |
| 19.  | 8  | Taylor Barnard         | McLaren   | N/A      | 1:02:916 | N/A      | N/A      | N/A      | 18.      |
| 20.  | 16 | Paul Aron              | Envision  | 1:02:918 | N/A      | N/A      | N/A      | N/A      | 19.      |
| 21.  | 21 | Jordan King            | Mahindra  | N/A      | 1:03:034 | N/A      | N/A      | N/A      | 20.      |
| 22.  | 51 | Kelvin van der Linde   | ABT CUPRA | 1:02:969 | N/A      | N/A      | N/A      | N/A      | 21.      |

### Futam[17][18]
| Pozíció | #  | Versenyző              | Csapat                           | Idő/kiesés oka | Rajthely | Pontok |
| ------- | -- | ---------------------- | -------------------------------- | -------------- | -------- | ------ |
| 1.      | 13 | António Félix da Costa | TAG Heuer Porsche Formula E Team | 47:55:043      | 10       | 25     |
| 2.      | 37 | Nick Cassidy           | Jaguar TCS Racing                | + 0:00:691     | 2        | 18+1   |
| 3.      | 22 | Oliver Rowland         | Nissan Formula E Team            | + 0:02:820     | 16       | 15     |
| 4.      | 94 | Pascal Wehrlein        | TAG Heuer Porsche Formula E Team | + 0:04:147     | 6        | 12     |
| 5.      | 1  | Jake Dennis            | Andretti Formula E               | + 0:04:548     | 1        | 10+3   |
| 6.      | 9  | Mitch Evans            | Jaguar TCS Racing                | + 0:04:953     | 4        | 8      |
| 7.      | 17 | Jehan Daruvala         | Maserati MSG Racing              | + 0:06:032     | 13       | 6      |
| 8.      | 8  | Taylor Barnard         | NEOM McLaren Formula E Team      | + 0:06:698     | 18       | 4      |
| 9.      | 4  | Joel Eriksson          | Envision Racing                  | + 0:07:119     | 11       | 2      |
| 10.     | 25 | Jean-Éric Vergne       | DS Penske                        | + 0:07:357     | 9        | 1      |
| 11.     | 11 | Lucas di Grassi        | ABT CUPRA Formula E Team         | + 0:08:204     | 12       | N/A    |
| 12.     | 5  | Jake Hughes            | NEOM McLaren Formula E Team      | + 0:10:349     | 14       | N/A    |
| 13.     | 3  | Sérgio Sette Câmara    | ERT Formula E Team               | + 0:10:403     | 15       | N/A    |
| 14.     | 16 | Paul Aron              | Envision Racing                  | + 0:11:124     | 19       | N/A    |
| 15.     | 51 | Kelvin van der Linde   | ABT CUPRA Formula E Team         | + 0:11:780     | 21       | N/A    |
| 16.     | 48 | Edoardo Mortara        | Mahindra Racing                  | + 0:12:143     | 7        | N/A    |
| 17.     | 33 | Dan Ticktum            | ERT Formula E Team               | + 0:12:642     | 22       | N/A    |
| 18.     | 21 | Jordan King            | Mahindra Racing                  | + 0:16:494     | 20       | N/A    |
| 19.     | 17 | Norman Nato            | Andretti Formula E               | + 0:20:851     | 3        | N/A    |
| 20.     | 2  | Stoffel Vandoorne      | DS Penske                        | + 0:36:753     | 8        | N/A    |
| Ki.     | 23 | Sacha Fenestraz        | Nissan Formula E Team            | Baleset        | 17       | N/A    |
| Ki.     | 7  | Maximilian Günther     | Maserati MSG Racing              | Baleset        | 5        | N/A    |